# Mona Washbourne
Mona Washbourne (ur. 27 listopada 1903 zm. 15 listopada 1988) – angielska aktorka filmowa i telewizyjna.

## Filmografia
seriale
- 1955: ITV Television Playhouse jako Margaret Mason / Pani Doris Mapp
- 1970: Play for Today jako Kathleen
- 1980: Teresa Raquin jako Madame Raquin
- 1981: Brideshead Revisited jako Nanny Hawkins

film
- 1934: Evergreen jako Barmanka
- 1949: Maytime in Mayfair jako Lady Leveson
- 1956: Wesoła orkiestra jako Panna Morrow
- 1969: Jednopokojowe mieszkanie jako Matka
- 1976: Błękitny ptak jako babcia
- 1978: Stevie jako Ciotka
- 1984: December Flower jako Mary Gray

## Nagrody i nominacje
Za rolę ciotki w filmie Stevie została uhonorowana nagrodą LAFCA, nagrodą BSFC i nagrodą NYFCC, a także otrzymała nominację do nagrody Złotego Globu i nagrody BAFTA.